# لی‌لی (تکن)
لی‌لی با نام کامل امیلی د روشفور (به ژاپنی: エミリ・ド・ロシュフォール Emiri do Roshufōru) یکی از شخصیت‌های ساختگی در مجموعه بازی‌های ویدئویی تکن که توسط شرکت باندای نامکو گیمز ساخته شده‌است. او در کنار آرمور کینگ و سرگئی دراگانوف، یکی از سه شخصیتی است که برای اولین بار در نسخه ارتقاء داده شده بازی تکن ۵، با عنوان تکن ۵: رستاخیز تاریک در سال ۲۰۰۵ معرفی شده‌اند. او در تکن ۵: رستاخیز تاریک مورد حمله قرار گرفت و گروگان گرفته شد ولی خود را نجات داد. لی‌لی در تکن ۶ با گانیو مبارزه می‌کند و مبارزه سختی نیز با آسوکا کازاما دارد.